# Andy Black (Pokerspieler)
Andrew „Andy“ Black (* 20. Juli 1965 in Belfast, Nordirland) ist ein professioneller irischer Pokerspieler. Er trägt den Spitznamen The Monk und gewann 2008 die PartyPoker.com Premier League.

## Werdegang
Black lernte Poker von seiner Mutter und begann ernsthaft im Jahr 1986 zu spielen, als er am Trinity College Dublin seinen Abschluss in Rechtswissenschaften machte.
Er war Mitglied einer renommierten Pokerschule, welche in der Vergangenheit schon respektable Spieler wie Donnacha O’Dea und Padraig Parkinson als Mitglieder hatte. Black begann auch im Griffin Casino in Dublin zu spielen, angeblich nur wegen des kostenlosen Kaffees und Buffets. Im Jahr 1997 spielte er das Main Event der World Series of Poker in Las Vegas. Er wurde bei seinem ersten großen Turnier vom späteren Gewinner Stu Ungar durch einen Bad Beat eliminiert. Im folgenden Jahr wurde die Dokumentation Million Dollar Deal (erzählt von John Hurt) über Black beim Main Event der WSOP 1998 gedreht. Nach dem Ausscheiden gab er sein altes Leben auf und lebte und arbeitete für ein paar Jahre mit anderen Buddhisten im englischen Cambridge. Black kehrte 2004 sehr erfolgreich zum Poker zurück. Ihm gelang der fünfte Platz beim Main Event der WSOP 2005. Er besaß am Finaltisch zwischenzeitlich ein Drittel aller Chips, wurde durch einige Bad Beats und eigene Fehler aber nur Fünfter und gewann 1,75 Millionen US-Dollar. Anschließend schloss er auch bei der European Poker Tour und der World Poker Tour sehr erfolgreich ab. Beim Finale der EPT 2007 in Monte-Carlo wurde er Siebter und gewann 320.000 US-Dollar. 2006 schaffte es Black an den Finaltisch des World Series of Poker Tournament of Champions. Er belegte den fünften Platz und gewann 100.000 US-Dollar. 2007 konnte er einen spektakulären Start hinlegen. Er gewann 815.000 Australische Dollar bei der Aussie Millions Poker Championship in Melbourne durch den zweiten Platz beim 3.000 $A Omaha und den dritten Platz beim Main Event. Im Februar 2008 gewann Black die zweite Saison der PartyPoker.com Premier League mit einer Siegprämie von 250.000 US-Dollar.
Insgesamt hat sich Black mit Poker bei Live-Turnieren mehr als 5 Millionen US-Dollar erspielt und ist damit der erfolgreichste irische Pokerspieler. Er war einer der Pros von Full Tilt Poker und lebt in Dublin.